# 南美牙漢魚
南美牙漢魚，為輻鰭魚綱銀漢魚目擬銀漢魚科的其中一種，分布於南美洲巴西南大河州Osorio市淡水流域，為亞熱帶淡水魚，體長可達20.5公分，生活習性不明。